# Nicole Kidman
Nicole Mary Kidman (Honolulu, 20 giugno 1967) è un'attrice, produttrice cinematografica e produttrice televisiva australiana con cittadinanza statunitense.
Ampiamente annoverata tra le migliori attrici della sua generazione, nell'arco della sua carriera le sono stati attribuiti numerosi riconoscimenti, tra cui un Premio Oscar, sei Golden Globe, un Premio BAFTA, uno Screen Actors Guild Award, tre Critics Choice Awards, due Premi Emmy, un Orso d'argento al Festival di Berlino e una Coppa Volpi al Festival di Venezia. È inoltre la prima attrice australiana a ricevere l’AFI Life Achievement Award nel 2024. Essendo nata da genitori australiani nelle Hawaii, ha la doppia cittadinanza australiana e statunitense. Fondatrice e proprietaria della casa di produzione Blossom Films, è un'ambasciatrice di buona volontà per l'UNICEF dal 1994 e per UNIFEM dal 2006. Nel 2006 è stata insignita del titolo di Compagno dell'Ordine dell'Australia.
Si è imposta all'attenzione internazionale per i suoi ruoli nei film Ore 10: calma piatta (1989), Billy Bathgate - A scuola di gangster (1991) e nel 1995, grazie al ruolo di Suzanne Stone nel film Da morire (1995) si aggiudica il suo primo Golden Globe come miglior attrice in un film commedia o musicale. Successivamente recita in un altro film di successo, Ritratto di signora (1996).
Tra la fine degli anni novanta e i primi anni duemila raggiunge l'apice della propria carriera cinematografica, interpretando ruoli impegnativi in diversi generi di film: Eyes Wide Shut (1999) di Stanley Kubrick, il thriller The Others (2001), il musical Moulin Rouge! (2001), che rivela anche le sue doti canore e grazie al quale si aggiudica il secondo Golden Globe e la sua prima candidatura per l'Oscar come miglior attrice. I suoi film successivi sono Dogville (2003) Ritorno a Cold Mountain (2003), Birth - Io sono Sean (2004) e soprattutto, The Hours (2002), nel quale interpreta la scrittrice inglese Virginia Woolf, riscuotendo consensi di critica e aggiudicandosi, fra gli altri premi, l'Orso d’Argento alla miglior attrice al Festival internazionale del cinema di Berlino, il Golden Globe per la migliore attrice in un film drammatico, il BAFTA alla migliore attrice protagonista e il Premio Oscar alla migliore attrice protagonista.
La terza candidatura all'Oscar come miglior attrice l'ha ricevuta per la sua interpretazione nel film Rabbit Hole (2010), mentre la quarta nomination - stavolta come miglior attrice non protagonista - l'ha ottenuta per il film Lion - La strada verso casa (2016). In seguito si è aggiudicata il suo quarto e quinto Golden Globe e due Premi Emmy per il suo ruolo di produttrice e protagonista nella serie televisiva di successo Big Little Lies - Piccole grandi bugie (2017-2019). Negli ultimi anni, Nicole Kidman ha riscosso ulteriore successo grazie a film come Boy Erased - Vite cancellate (2018), Destroyer (2018), Bombshell - La voce dello scandalo (2019) e alla miniserie televisiva The Undoing - Le verità non dette (2020). Per la sua interpretazione di Lucille Ball nel film biografico A proposito dei Ricardo (2021) si è aggiudicata il suo sesto Golden Globe e ha ricevuto la sua quinta candidatura al Premio Oscar nella sezione migliore attrice protagonista. Lei, Geoffrey Rush e Cate Blanchett sono gli unici attori australiani ad aver vinto il premio Oscar. Nel 2024 è stata acclamata dalla critica per la sua interpretazione nel film Babygirl, per il quale si è aggiudicata la Coppa Volpi per la migliore interpretazione femminile al Festival di Venezia.

## Biografia

### Gioventù ed esordi
Nicole Mary Hōkūlani Kidman nasce il 20 giugno 1967 a Honolulu, nelle Hawaii (Stati Uniti), da una ricca famiglia australiana di lontane origini inglesi, scozzesi, irlandesi e tedesche. Essendo nata nelle Hawaii, i suoi genitori le impongono anche un nome hawaiano "Hōkūlani" (hoːkuːˈlɐni), che significa "stella del cielo".
È figlia di Antony David Kidman, biochimico e psicologo (deceduto per infarto a Singapore il 12 settembre 2014), e di Janelle Ann MacNeille (sposata nel 1964), un'insegnante di infermieristica. Al momento della nascita, il padre era uno studente laureato all'Università delle Hawaii a Manoa e si occupava delle ricerche di una cura contro il cancro a Washington, ma era spesso costretto a trasferimenti: per questo la figlia nacque nelle Hawaii. Contrari alla guerra in Vietnam, i genitori di Kidman parteciparono a manifestazioni di proteste mentre vivevano a Washington.

La famiglia Kidman si trasferì in Australia quando Nicole aveva quattro anni, nel momento in cui il padre diventò professore della facoltà tecnologica dell'Università di Sydney. Kidman ha una sorella minore, Antonia, che lavora come conduttrice televisiva e giornalista. A tre anni prese lezioni di balletto, che dovette però abbandonare anni più tardi probabilmente a causa della sua eccessiva statura (1,80 m di altezza). Successivamente frequentò la Lane Cove Public School e il North Sydney Girls' High School, per poi andare a studiare corsi di arte drammatica e mimo al Victorian College of the Arts di Melbourne e al Phillip Street Theatre di Sydney. Studiò anche storia e teatro greco-romano finché nel 1984 non fu diagnosticato a sua madre un tumore benigno al seno. 

Nicole Kidman in Un'australiana a Roma (1987), che segnò il suo debutto nella televisione italiana

Conobbe la cantante Pat Wilson che le consigliò di presentarsi a un provino per un suo videoclip che nel 1983 la portò ad apparire nel video Bop Girl. Durante gli anni ottanta comparve in molti film e trasmissioni televisive australiane, tra cui la soap opera Wandin Valley (1985), la commedia romantica Windrider (1986, dove ebbe un ruolo in cui si esibì nella sua prima scena di nudo, all'età di diciannove anni) e la miniserie Vietnam (1987). Nel 1987 è a Roma per girare un film prodotto per la Rai, Un'australiana a Roma. Nel 1989 recita nel film Ore 10: calma piatta che ottiene un ottimo riscontro da parte dei critici e una buona accoglienza da parte del pubblico. Nel 1990 si fa notare come protagonista nel film Giorni di tuono, dove incontra il suo futuro marito Tom Cruise.

### Anni novanta
Dopo essersi trasferita negli Stati Uniti, ebbe un ruolo in Billy Bathgate - A scuola di gangster (1991) per cui riceve la prima nomination ai Golden Globe.Nel 1992 fu protagonista di Cuori ribelli a fianco di Tom Cruise, diretto da Ron Howard e tratto e scritto da Howard e Bob Dolman. Nel 1993 recita nel thriller Malice - Il sospetto e nel melodramma My Life - Questa mia vita. Nel 1995 interpretò Batman Forever e Da morire ottenendo per quest'ultima un Golden Globe, oltre ad altri premi e candidature, fra cui la prima ai BAFTA.
Fu poi protagonista del film Ritratto di signora (1996), di The Peacemaker (1997), Amori & incantesimi (1998), Eyes Wide Shut (1999), nuovamente in coppia con il marito, pellicola questa divenuta celebre non solo per esser stato l'ultimo film del famoso regista e sceneggiatore Stanley Kubrick e l'intrinseco valore artistico, ma anche per l'estenuante lavoro di introspezione sulla coppia, preteso dall'autore (all'epoca, circolarono voci fortemente indizianti riguardo alla responsabilità della seguente separazione dei due coniugi impegnati nel film - il quale trattava proprio di una crisi coniugale - a causa della pressione prodotta dallo stesso Kubrick).
Nel 1998 ha fatto il suo debutto teatrale sulle scene londinesi, recitando nella pièce di David Hare The Blue Room alla Donmar Warehouse; per la sua interpretazione è stata candidata al Laurence Olivier Award alla migliore attrice, il massimo riconoscimento teatrale del West End londinese.

### Anni 2000
Nel 2001 è la protagonista di The Others e in Moulin Rouge!, entrambi accolti con entusiasmo da critica e pubblico e ottengono ottimi incassi che porteranno all'attrice non solo diversi premi e nomination, tra cui una vittoria al Golden Globe per la migliore attrice in un film commedia o musicale e una nomination all'Oscar per Moulin Rouge!, una nomination al Golden Globe per la migliore attrice in un film drammatico per The Others ed una doppia vittoria ai London Critics Circle Film Awards. ma addirittura a duettare in coppia con il famoso cantante Robbie Williams nel video di "Somethin' Stupid".
Nel 2001 un infortunio al ginocchio la costrinse a saltare alcune scene dei due film ma riuscì a portare a termine le riprese; tuttavia fu costretta a rinunciare al film Panic Room, sostituita da Jodie Foster. Nel film, si sente la voce di Kidman al telefono nella parte dell'amante dell'ex marito della protagonista.

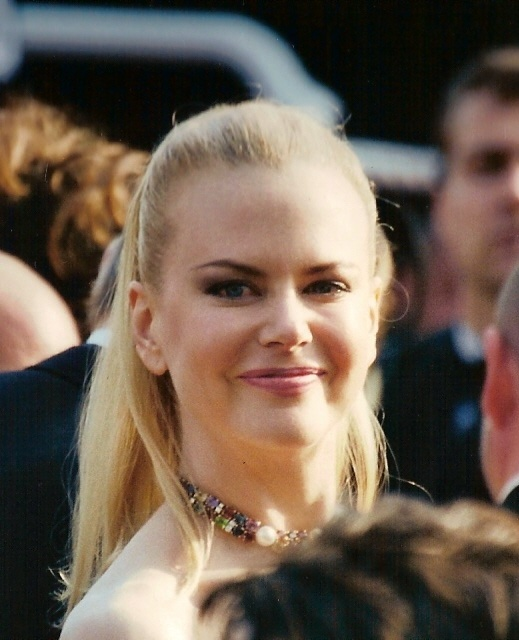
Nicole Kidman al Festival di Cannes 2003

Al 2002 risale The Hours, acclamato dalla critica e dal pubblico che la consacra tra le migliori interpreti della scena internazionale grazie alla vittoria dell'Oscar alla miglior attrice; vince anche il BAFTA e l'Orso d'argento per la migliore attrice, condiviso con le due attrici co-protagoniste del film, Julianne Moore e Meryl Streep.
Lars von Trier nel 2003 la volle con sé per il suo Dogville, accolto positivamente da critici e pubblico. Nel 2003 escono Ritorno a Cold Mountain, che riceve settanta nomination a vari premi tra cui 7 nomination al Premio Oscar e una candidatura al Golden Globe per Kidman, e La macchia umana.
Nel 2004 fece scandalo Birth - Io sono Sean: il film narra lo strano rapporto tra una donna di trentasette anni e un bambino di dieci, che lei crede reincarnazione del precedente compagno, morto dieci anni prima. La pellicola riceve critiche negative (soprattutto per una controversa scena in cui lei e il ragazzino appaiono insieme nella vasca da bagno) e al Festival di Venezia riceve un'accoglienza fredda. Tuttavia la performance dell'attrice è apprezzata e le porta una nomination ai Golden Globe, ai London Critics Circle Film Awards e ai Saturn Award. La donna perfetta non riceve critiche entusiastiche ma ottiene buoni risultati incassando più di 100 milioni di dollari. In questo stesso anno esordì come produttore con il thriller In the Cut, di cui però rifiutò il ruolo della protagonista, attribuito a Meg Ryan.
Diventa il volto del profumo Chanel Nº 5, per cui gira una campagna pubblicitaria insieme a Rodrigo Santoro diretta da Baz Luhrmann. Lo spot, uno dei più costosi, le fa ottenere il record di attrice più pagata al minuto per una pubblicità: incassa 12 milioni di dollari per 3 minuti di pubblicità. Nel 2005, diretta da Sydney Pollack, è a fianco di Sean Penn nel thriller The Interpreter, e di Vita da strega, accolto negativamente da critici e pubblico (il film porta all'attrice un Razzie Award alla peggior coppia).
Nel 2006 è in Diane Arbus in Fur - Un ritratto immaginario di Diane Arbus. Nel 2007 è in due film: Invasion, remake de L'invasione degli Ultracorpi, e La bussola d'oro che arriva ad incassare oltre 370 milioni di dollari. Nel 2007 è Margot nel film Il matrimonio di mia sorella di Noah Baumbach. Recita quindi nel film epico di Baz Luhrmann, Australia, al fianco di Hugh Jackman. Avrebbe dovuto essere la protagonista del film The Reader - A voce alta, ma rinuncia a causa della gravidanza. La parte è andata infine a Kate Winslet; nella notte degli Oscar, è stata proprio lei, assieme ad altre, a consegnare l'Oscar alla Winslet. Nel 2009 ha una parte nel musical Nine e termina di girare Rabbit Hole. Il film, prodotto con la sua casa produttrice, è diretto da John Cameron Mitchell e le porta l'ottava nomination ai Golden Globe e la terza all'Oscar. A causa di giorni di riprese inconciliabili, l'attrice ha dovuto rinunciare a Incontrerai l'uomo dei tuoi sogni, di Woody Allen. Il cameo nella commedia Mia moglie per finta le porta una candidatura ai Razzie Awards.

### Anni 2010
Nel 2010 gira il thriller Trespass di Joel Schumacher al fianco di Nicolas Cage, stroncato da critica e pubblico.

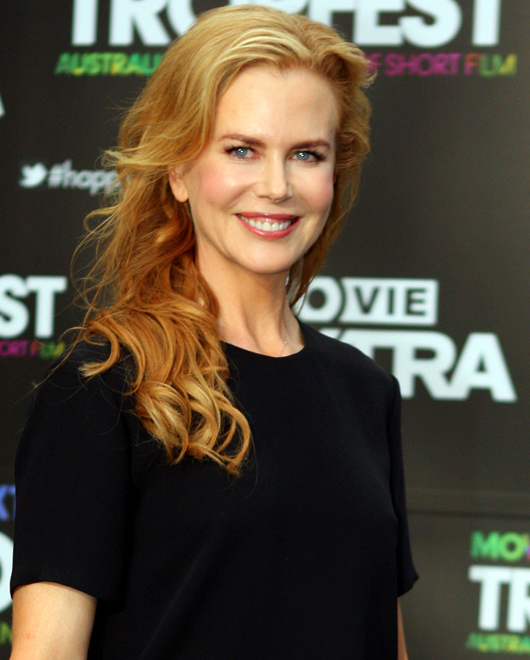
Nicole Kidman al Movie Extra Tropfest 2012

A inizio 2011 è la corrispondente di guerra Martha Gellhorn nel film TV Hemingway & Gellhorn, diretta da Philip Kaufman, per il quale ottiene la prima candidatura agli Emmy. Nell'Estate 2011 gira un dramma tratto dal romanzo di Pete Dexter, The Paperboy diretto da Lee Daniels. Il film suscita polemiche a causa di alcune scene con protagonista la Kidman, che nel film interpreta Charlotte, una ninfomane intenzionata a salvare l'uomo che ama dalla pena di morte. Nonostante le critiche negative al film, l'attrice ottiene la settima nomination allo Screen Actors Guild Award e la decima al Golden Globe. In autunno entra nel cast di Stoker, il debutto statunitense del regista sudcoreano Park Chan-wook.
A febbraio 2012 gira il dramma Le due vie del destino - The Railway Man al fianco di Colin Firth, uscito nelle sale nel 2013 nei panni di Patti Lomax, moglie di Eric Lomax. A febbraio 2013 gira Before I Go to Sleep, thriller psicologico basato sul best seller di S. J. Watson, sempre a fianco di Colin Firth, qui alla loro seconda collaborazione. Nel 2014 interpreta Grace Kelly nel film Grace di Monaco di Olivier Dahan.
Interpreta e produce il film La famiglia Fang, sceneggiato da David Lindsay-Abaire con autore della sceneggiatura Rabbit Hole e le riprese iniziate nel luglio 2014. A settembre 2013 l'attrice sostituisce Naomi Watts nel film del regista Werner Herzog, Queen of the Desert, in cui interpreterà la protagonista (una archeologa inglese vissuta agli inizi del novecento), a fianco di James Franco. A ottobre 2015 è protagonista della pellicola Il segreto dei suoi occhi, in cui recita con Julia Roberts e Chiwetel Ejiofor. Il film è il remake dell'omonimo capolavoro premiato come Miglior Film Straniero agli Oscar 2010.
L'attrice ha recitato nel film Lion - La strada verso casa, tratto dal libro di memorie La lunga strada per tornare a casa a fianco di Dev Patel.
L'11 settembre 2015 è stato annunciato che avrà un ruolo ricorrente nella seconda stagione di Top of the Lake - Il mistero del lago. Dal 9 settembre al 21 novembre 2015 interpreta Rosalind Franklin nel dramma Photograph 51 al Noël Coward Theatre di Londra e per la sua performance riceve recensioni molto positive e l'Evening Standard Award alla miglior attrice.
Nel 2017 è nel cast del film L'inganno, accanto a Kirsten Dunst e Colin Farrell. La pellicola diretta da Sofia Coppola è tratta dall'omonimo romanzo di Thomas Cullinan, e narra la storia di un collegio femminile nello stato della Virginia del 1864 che, durante la guerra civile, viene protetto dal mondo esterno fino a quando un soldato ferito viene trovato nelle vicinanze. La pellicola è stata presentata durante il Festival di Cannes. Nel mese di giugno viene nominata ai Glamour Awards come miglior attrice dell'anno. Nel medesimo anno è interprete e produttrice esecutiva della miniserie Big Little Lies - Piccole grandi bugie, andata in onda su HBO, che viene accolta calorosamente dalla critica, tanto da condurre Kidman alla vittoria di due Emmy Awards e un Golden Globe.
Nel 2018 è protagonista nei film drammatici Destroyer e Boy Erased - Vite cancellate; partecipa inoltre al film basato sui fumetti della DC Comics Aquaman, che supera il miliardo di dollari al botteghino. La Kidman riprenderà il medesimo ruolo della Regina Atlanna nel sequel Aquaman e il regno perduto, uscito nelle sale nel 2023. Nel 2019 la rivista Forbes la inserisce al quarto posto delle attrici più pagate, con un guadagno di 34 milioni di dollari. Nello stesso anno affianca Charlize Theron e Margot Robbie in Bombshell - La voce dello scandalo interpretando la conduttrice televisiva Gretchen Carlson.

### Anni 2020
Nel dicembre 2021 è protagonista del biografico A proposito dei Ricardo, dove ricopre il ruolo di Lucille Ball, che insieme a Desi Arnaz, interpretato da Javier Bardem, negli anni '50 erano protagonisti della sitcom Lucy ed io. Questo ruolo permette all'attrice di vincere un Golden Globe come miglior attrice in un film drammatico. Nel 2022 è diretta da Robert Eggers nel film storico e fantastico The Northman, accolto positivamente dalla critica.
Nicole Kidman è stata insignita del 49º AFI Life Achievement Award che si è svolto il 27 aprile 2024. Durante l'evento l'attrice è stata onorata da numerosi colleghi, come Reese Witherspoon, Morgan Freeman e Aaron Sorkin e dal marito Keith Urban, mentre il premio le è stato consegnato da Meryl Streep. Alla 81ª Mostra internazionale d'arte cinematografica di Venezia fa il suo debutto il thriller erotico Babygirl, diretto da Halina Reijn, grazie al quale vince la Coppa Volpi per la migliore interpretazione femminile. Nello stesso anno, secondo Forbes, risulta essere l'attrice più pagata di Hollywood con 31 milioni di dollari guadagnati.

## Vita privata

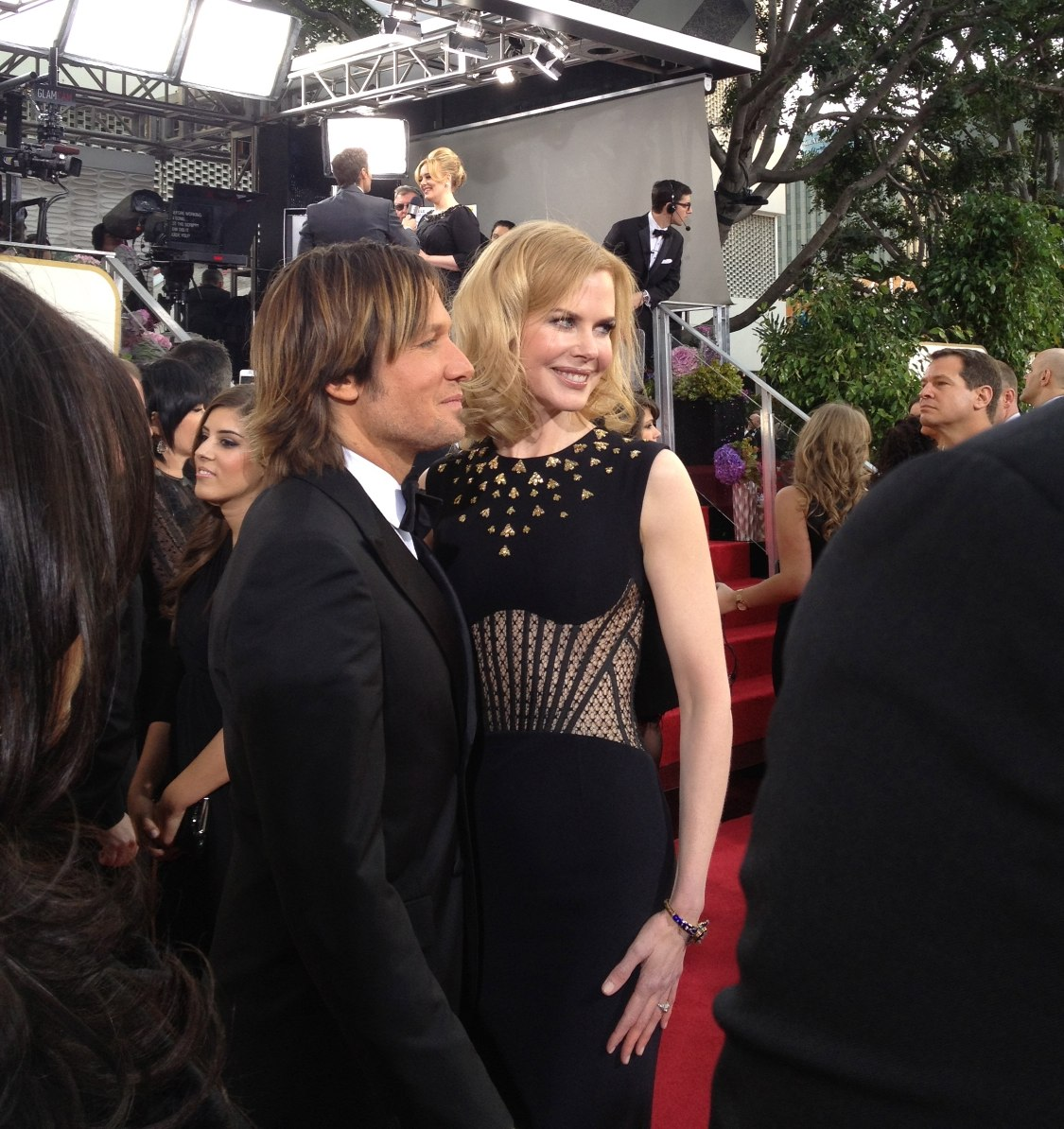
Nicole Kidman con il suo attuale marito Keith Urban ai Golden Globe 2013

Nel novembre 1989 affianca il già affermato attore Tom Cruise in Giorni di tuono di Tony Scott. I due si innamorano e si sposano il 24 dicembre 1990 con una cerimonia a Telluride, in Colorado, con rito scientologico. La coppia adotta 2 bambini, Isabella Jane (nata nel 1992) e Connor Anthony (nato nel 1995). Il 9 agosto 2001 annunciano la separazione. I due non hanno mai voluto rivelare i veri motivi del divorzio. Uno dei motivi pare di natura religiosa: Cruise aderì con passione alla Chiesa di Scientology, mentre la Kidman continuò a rimanere legata al cattolicesimo e desiderava il battesimo per i figli, posizione ostacolata dal marito. 
Kidman, in un'intervista rilasciata il 5 settembre 2007, rivela alla stampa di aver avuto 2 aborti spontanei durante il matrimonio, uno agli inizi e uno negli ultimi mesi.
Nel gennaio 2005 la Kidman conosce il cantautore country Keith Urban: i due si sposano con una cerimonia cattolica a Sydney il 25 giugno 2006. Il 20 ottobre dello stesso anno Urban, che aveva firmato un contratto prematrimoniale in base al quale avrebbe perso ogni diritto sui beni della moglie se avesse fatto abuso di droghe e alcol, entra in una clinica per disintossicarsi dall'uso di cocaina. La coppia ha avuto due figlie: Sunday Rose, nata il 7 luglio 2008 e Faith Margaret, quest'ultima nata tramite madre surrogata il 28 dicembre 2010. La nascita della bambina è stata tenuta segreta dalla coppia fino all'annuncio, il 17 gennaio 2011.
Madrina di Henry e Claude (figli degli attori Simon Baker e Rebecca Rigg; Grace e Chloe, figlie dell'editore Rupert Murdoch).
A Nicole Kidman, Cate Blanchett, Russell Crowe e Geoffrey Rush è stata dedicata una collezione di francobolli, essendo gli unici attori australiani viventi ad aver vinto l'Oscar. I francobolli raffigurano l'attore e un ruolo importante da lui interpretato. Per la Kidman è stato scelto il ruolo di Satine in Moulin Rouge!.
Ha rifiutato il ruolo di Katharine Hepburn in The Aviator e quello di Catwoman nell'omonimo film del 2004.

## Musica
Dopo il successo di Moulin Rouge!, ruolo ottenuto grazie all'intenso lavoro con la vocal coach di Broadway Mary Setrakian che per la prima volta ne ha scoperto le qualità vocali, Robbie Williams la volle con sé nel suo pezzo Somethin' Stupid. Le canzoni del film Moulin Rouge! sono considerate tra le migliori canzoni presenti nei film del primo decennio del duemila e il singolo Somethin' Stupid entra nella top ten di 17 Paesi raggiungendo la posizione numero 2 in Italia, Germania ed Austria, la posizione numero 3 in Svizzera e la numero 1 in Europa, Nuova Zelanda ed Inghilterra. Nel 2006 registra una canzone presente nella colonna sonora del film Happy Feet (a cui ha partecipato in veste di doppiatrice) e nel 2009 fa parte del cast nel film musical Nine in cui esegue il brano Unusual way. Nel 2017, la Kidman esegue i background vocals in Female, singolo di suo marito Keith Urban parzialmente ispirato allo scandalo riguardante Harvey Weinstein.

### Singoli
- Sparkling Diamonds - dalla colonna sonora di Moulin Rouge!
- Come What May - duetto con Ewan McGregor dalla colonna sonora di Moulin Rouge!
- Elephant Love Medley - duetto con Ewan McGregor dalla colonna sonora di Moulin Rouge!
- One Day I'll Fly Away - dalla colonna sonora di Moulin Rouge!
- Somethin' Stupid - duetto con Robbie Williams dall'album Swing When You're Winning
- Kiss/Heartbreak Hotel - Nicole Kidman/Hugh Jackman dalla colonna sonora di Happy Feet
- Unusual Way - dalla colonna sonora di Nine

## Filmografia

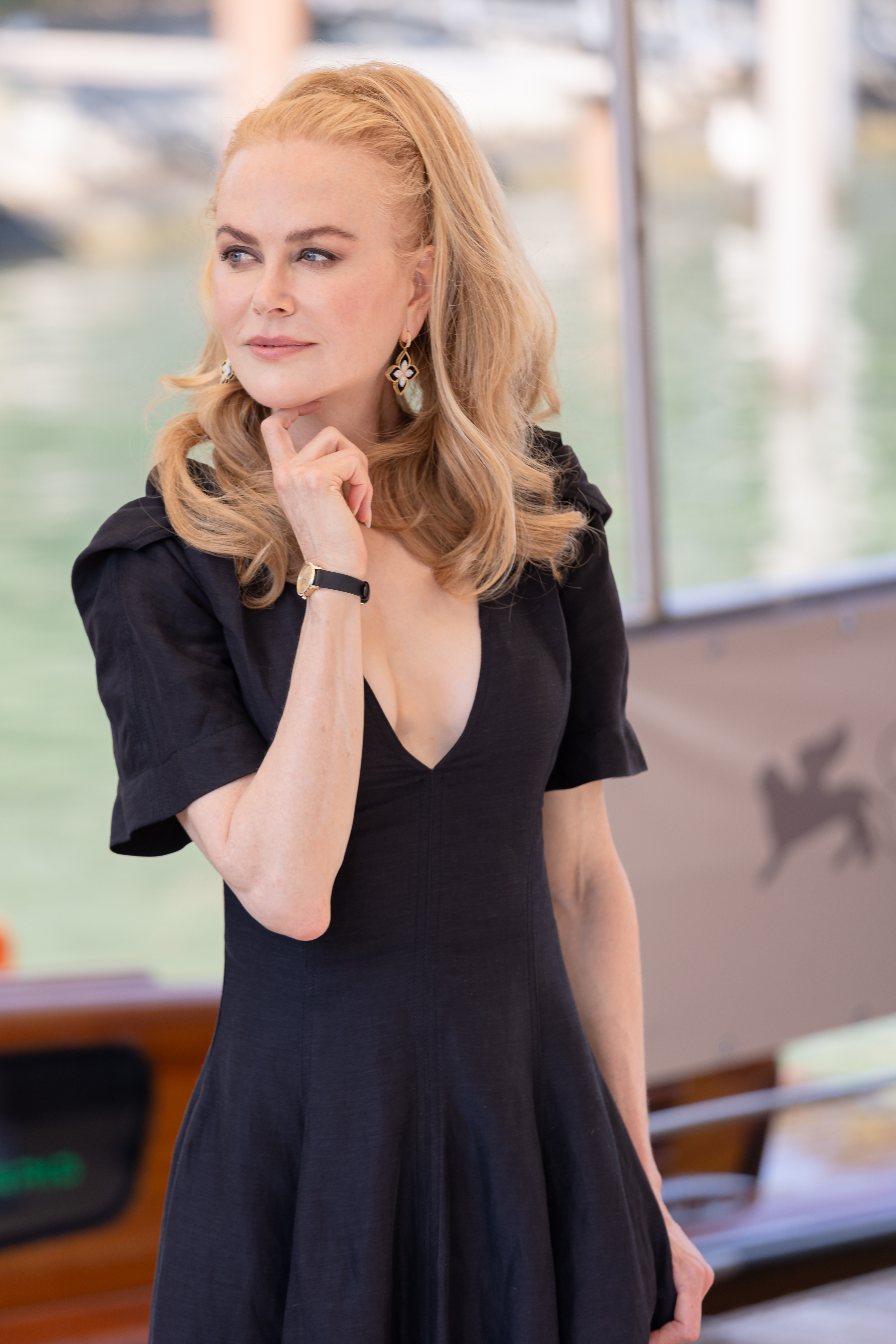
Nicole Kidman alla 81ª Mostra internazionale d'arte cinematografica di Venezia (2024)

### Attrice

#### Cinema
- Natale nel bosco (Bush Christmas), regia di Henry Safran (1983)
- La banda della BMX (BMX Bandits), regia di Brian Trenchard-Smith (1983)
- Wills & Burke, regia di Bob Weis (1985)
- Windrider, regia di Vincent Monton (1986)
- Nightmaster (Watch the Shadows Dance), regia di Mark Joffe (1987)
- The Bit Part, regia di Brendan Maher  (1987)
- Emerald City, regia di Michael Jenkins (1988)
- Ore 10: calma piatta (Dead Calm), regia di Phillip Noyce (1989)
- Giorni di tuono (Days of Thunder), regia di Tony Scott (1990)
- Flirting, regia di John Duigan (1991)
- Billy Bathgate - A scuola di gangster (Billy Bathgate), regia di Robert Benton (1991)
- Cuori ribelli (Far and Away), regia di Ron Howard (1992)
- Malice - Il sospetto (Malice), regia di Harold Becker (1993)
- My Life - Questa mia vita (My Life), regia di Bruce Joel Rubin (1993)
- Da morire (To Die For), regia di Gus Van Sant (1995)
- Batman Forever, regia di Joel Schumacher (1995)
- Ritratto di signora (The Portrait of a Lady), regia di Jane Campion (1996)
- The Leading Man, regia di John Duigan - cameo (1996)
- The Peacemaker, regia di Mimi Leder (1997)
- Amori & incantesimi (Practical Magic), regia di Griffin Dunne (1998)
- Eyes Wide Shut, regia di Stanley Kubrick (1999)
- Moulin Rouge!, regia di Baz Luhrmann (2001)
- The Others, regia di Alejandro Amenábar (2001)
- Birthday Girl, regia di Jez Butterworth (2001)
- The Hours, regia di Stephen Daldry (2002)
- Dogville, regia di Lars von Trier (2003)
- La macchia umana (The Human Stain), regia di Robert Benton (2003)
- Ritorno a Cold Mountain (Cold Mountain), regia di Anthony Minghella (2003)
- La donna perfetta (The Stepford Wives), regia di Frank Oz (2004)
- Birth - Io sono Sean (Birth), regia di Jonathan Glazer (2004)
- The Interpreter, regia di Sydney Pollack (2005)
- Vita da strega (Bewitched), regia di Nora Ephron (2005)
- Fur - Un ritratto immaginario di Diane Arbus (Fur: An Imaginary Portrait of Diane Arbus), regia di Steven Shainberg (2006)
- Invasion (The Invasion), regia di Oliver Hirschbiegel (2007)
- Il matrimonio di mia sorella (Margot at the wedding), regia di Noah Baumbach (2007)
- La bussola d'oro (The Golden Compass), regia di Chris Weitz (2007)
- Australia, regia di Baz Luhrmann (2008)
- Nine, regia di Rob Marshall (2009)
- Rabbit Hole, regia di John Cameron Mitchell (2010)
- Mia moglie per finta (Just Go with It), regia di Dennis Dugan (2011)
- Trespass, regia di Joel Schumacher (2011)
- The Paperboy, regia di Lee Daniels (2012)
- Stoker, regia di Park Chan-wook (2013)
- Le due vie del destino - The Railway Man (The Railway Man), regia di Jonathan Teplitzky (2013)
- Grace di Monaco (Grace of Monaco), regia di Olivier Dahan (2014)
- Before I Go to Sleep, regia di Rowan Joffé (2014)
- Paddington, regia di Paul King (2014)
- Strangerland, regia di Kim Farrant (2015)
- Queen of the Desert, regia di Werner Herzog (2015)
- Il segreto dei suoi occhi (Secret in Their Eyes), regia di Billy Ray (2015)
- La famiglia Fang (The Family Fang), regia di Jason Bateman (2015)
- Genius, regia di Michael Grandage (2016)
- Lion - La strada verso casa (Lion), regia di Garth Davis (2016)
- L'inganno (The Beguiled), regia di Sofia Coppola (2017)
- Il sacrificio del cervo sacro (The Killing of a Sacred Deer), regia di Yorgos Lanthimos (2017)
- La ragazza del punk innamorato (How to Talk to Girls at Parties), regia di John Cameron Mitchell (2017)
- Sempre amici (The Upside), regia di Neil Burger (2017)
- Boy Erased - Vite cancellate (Boy Erased), regia di Joel Edgerton (2018)
- Aquaman, regia di James Wan (2018)
- Destroyer, regia di Karyn Kusama (2018)
- Il cardellino (The Goldfinch), regia di John Crowley (2019)
- Bombshell - La voce dello scandalo (Bombshell), regia di Jay Roach (2019)
- The Prom, regia di Ryan Murphy (2020)
- A proposito dei Ricardo (Being the Ricardos), regia di Aaron Sorkin (2021)
- The Northman, regia di Robert Eggers (2022)
- Aquaman e il regno perduto (Aquaman and the Lost Kingdom), regia di James Wan (2023)
- A Family Affair, regia di Richard LaGravenese (2024)
- Babygirl, regia di Halina Reijn (2024)
- Holland, regia di Mimi Cave (2025)

#### Televisione
- Archer's Adventure, regia di Denny Lawrence – film TV (1985)
- Vietnam, regia di Chris Noonan e John Duigan – miniserie TV (1987)
- Un'australiana a Roma, regia di Sergio Martino – film TV (1987)
- Bangkok Hilton, regia di Ken Cameron – miniserie TV (1989)
- Hemingway & Gellhorn, regia di Philip Kaufman – film TV (2012)
- Big Little Lies - Piccole grandi bugie (Big Little Lies) – serie TV, 14 episodi (2017-2019)
- Top of the Lake - Il mistero del lago (Top of the Lake) – serie TV, 6 episodi (2017)
- The Undoing - Le verità non dette (The Undoing), regia di Susanne Bier – miniserie TV (2020)
- Nine Perfect Strangers – serie TV, 16 episodi (2021-2025)
- Roar – serie TV, episodio 1x02 (2022)
- Lioness (Lioness) – serie TV (2023-in corso)
- Expats, regia di Lulu Wang – miniserie TV (2024)
- The Perfect Couple, regia di Susanne Bier – miniserie TV (2024)

#### Documentari
- Stanley Kubrick: A Life in Pictures (2001)
- Dogville Confessions (2003)
- God Grew Tired of Us (2006)
- I have never forgotten you. The life and Legacy of Simon Wiesenthal (2007)

### Doppiatrice
- Panic Room, regia di David Fincher (2002) - cameo, non accreditata
- Happy Feet, regia di George Miller (2006)
- The Guardian Brothers, regia di Gary Wang (2016)
- Spellbound - L'incantesimo (Spellbound), regia di Vicky Jenson (2024)

### Produttrice
- Nine Perfect Strangers – serie TV, 16 episodi (2021-2025)
- Love & Death, regia di Lesli Linka Glatter e Clark Johnson – miniserie TV (2023)
- The Perfect Couple, regia di Susanne Bier – miniserie TV (2024)

## Teatro
- Fiori d'acciaio di Robert Haring, regia di Jon Ewing. York Theatre di Chippendale (1988)
- The Blue Room di David Hare, regia di Sam Mendes. Donmar Warehouse di Londra, Cort Theatre di Broadway (1998)
- Photograph 51 di Anna Ziegler, regia di Michael Grandage. Noël Coward Theatre di Londra (2015)

## Pubblicità
- Chanel Nº 5, profumo, spot televisivo diretto da Baz Luhrmann (2004-2008)[59]
- Sky, serie di spot televisivi (2006)[60]
- Nintendo DS, More Brain Training, videogioco rompicapo (2007)[61]
- Schweppes, soft drinks (2009)[62]
- OMEGA Ladymatic, orologi (2010)[63]
- Swisse Wellness Vitamins, integratore alimentare (2013)[64]
- Jimmy Choo, scarpe femminili (2013-2014)[65]
- Etihad Airways, compagnia aerea di bandiera degli Emirati Arabi Uniti (2015)[66]

## Discografia

### Singoli
- 2001 – Come What May (con Ewan McGregor)
- 2001 – Somethin' Stupid (con Robbie Williams)
- 2002 – One Day I'll Fly Away
- 2006 – Heartbreak Hotel/Kiss (con Hugh Jackman)

## Riconoscimenti
Nel corso della sua carriera l'attrice è stata nominata ai premi cinematografici più prestigiosi, vincendo un Oscar e sei Golden Globe.

## Doppiatrici italiane
Nelle versioni in italiano delle opere in cui ha recitato, Nicole Kidman è stata doppiata da:
- Chiara Colizzi in The Others, Birthday Girl, The Hours, Dogville, La macchia umana, Ritorno a Cold Mountain, La donna perfetta, Birth - Io sono Sean, The Interpreter, Fur - Un ritratto immaginario di Diane Arbus, Invasion, Il matrimonio di mia sorella, La bussola d'oro, Nine, Rabbit Hole, Mia moglie per finta, Trespass, The Paperboy, Hemingway & Gellhorn, Stoker, Le due vie del destino - The Railway Man, Top of the Lake - Il mistero del lago, Grace di Monaco, Before I Go to Sleep, Paddington, Hello Ladies: The Movie, Strangerland, Queen of the Desert, Il segreto dei suoi occhi, La famiglia Fang, Genius, Lion - La strada verso casa, L'inganno, Il sacrificio del cervo sacro, La ragazza del punk innamorato, Sempre amici, Big Little Lies - Piccole grandi bugie, Boy Erased - Vite cancellate, Aquaman, Destroyer, Il cardellino, Bombshell - La voce dello scandalo, The Prom, The Undoing - Le verità non dette, A proposito dei Ricardo, Nine Perfect Strangers, The Northman, Roar, Aquaman e il regno perduto, Lioness, A Family Affair, Expats, The Perfect Couple, Faraway Downs, Holland
- Roberta Pellini in Moulin Rouge!, Vita da strega, Australia
- Silvia Pepitoni in Ore 10: calma piatta, Batman Forever
- Emanuela Rossi in Giorni di tuono, Cuori ribelli
- Antonella Rendina in Malice - Il sospetto, The Peacemaker
- Paola Valentini ne La banda della BMX
- Roberta Paladini in Un'australiana a Roma
- Veronica Pivetti in Flirting
- Cristina Boraschi in Billy Bathgate - A scuola di gangster
- Giuppy Izzo in My Life - Questa mia vita
- Laura Boccanera in Da morire
- Mavi Felli in Ritratto di signora
- Alessandra Korompay in Amori & incantesimi
- Gabriella Borri in Eyes Wide Shut
- Roberta Greganti in Babygirl
- Anna Cugini in Ritorno a Cold Mountain (ridoppiaggio)

Come doppiatrice, viene sostituita da:
- Giò Giò Rapattoni in Happy Feet
- Chiara Colizzi in Spellbound - L'incantesimo (parte parlata)
- Renata Fusco in Spellbound - L'incantesimo (parte cantata)